# Jordbävningen i Nicaragua 1972
Jordbävningen i Nicaragua 1972 var en jordbävning som inträffade klockan 12:29 lokal tid (06:29 UTC) lördagen den 23 december 1972 nära Managua, huvudstaden i Nicaragua. Den hade en magnitud på 6.2 och ett djup på cirka 5 kilometer under stadens centrum. Inom en timma, efter huvudskalvet, kom två efterskalv, ett med magnituden 5.0 och det andra med 5.2. Skalvet orsakade stor skada bland Managuas invånare, 5 000 personer dödades, 20 000 skadades och över 250 000 blev hemlösa.

### Fotnoter
1. ↑  Earthquake Hazards Program Arkiverad 2 juni 2008 hämtat från the Wayback Machine. USGS, läst 2 juni 2008